# 泗塘公园
泗塘公园是中華人民共和國上海市寶山區張廟街道的一個公園，总面积约4.5公顷，內有林蔭廣場和健身休憩廣場。1994年5月正式開園，2008年進行擴建和改建。